# (13598) 1994 PY19
A (13598) 1994 PY19 a Naprendszer kisbolygóövében található aszteroida. Eric Walter Elst fedezte fel 1994. augusztus 12-én.